# Governatori romani di Macedonia

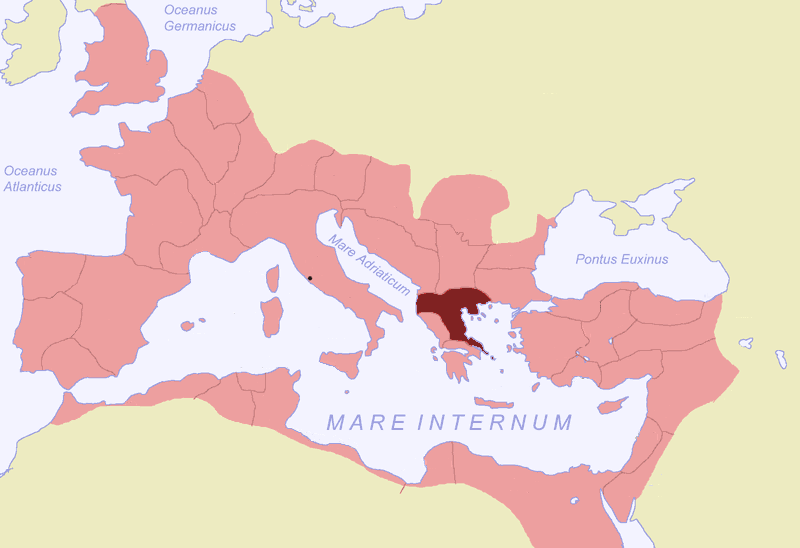
La provincia della Macedonia all'interno dell'Impero romano

Questa è la lista dei governatori romani conosciuti della provincia di Macedonia, localizzata nei moderni stati di Grecia, Macedonia del Nord, Albania e Bulgaria.

## La provincia macedonica
La nuova provincia venne creata nel 148/146 a.C. e comprendeva le quattro precedenti repubbliche, ora semplici circoscrizioni provinciali: a nord comprendeva parte dell'attuale Albania e la zona di Stobi, estendendosi fino alla Tracia, mentre a sud si estendeva fino al Monte Olimpo, inglobando Epiro e Tessaglia, a cui vennero aggiunti i territori della Grecia centrale e meridionale. La provincia venne governata da un proconsole. Nella nuova provincia romana, Tessalonica fu soggetta a tributo (civitas Tributaria), divenendo molto probabilmente la sede delle autorità romane provinciali.
Nel 126 a.C., la riorganizzazione dell'area greca vide i territori del Chersoneso Tracico e dell'isola di Egina aggregati alla provincia di Macedonia
Ottaviano Augusto, nel 27 a.C., trasformò la Grecia nella provincia romana di Acaia, sulla base del progetto del padre adottivo, Gaio Giulio Cesare, e lo stesso accade per l'Illirico. La provincia di Macedonia venne ascritta tra quelle senatorie ed ebbe un governatore di rango pretorio. Nel 45 d.C. i territori ad est delle foci del fiume Nestos, andarono a far parte della nuova provincia di Tracia. La Tessaglia, che dal 27 a.C. era andata a far parte della nuova provincia di Acaia, dal 67 tornò ad essere inglobata nella provincia di Macedonia.
Nel solo periodo 15-44, l'Acaia tornò ad essere unita a Mesia e Macedonia come provincia imperiale, mentre solo intorno agli anni 103-114 d.C. l'Epiro venne scorporato dalla Macedonia e divenne provincia autonoma grazie all'imperatore Traiano.
Con la riforma tetrarchica di Diocleziano del 293, l'intera area che aveva costituito la provincia imperiale di Macedonia-Mesia e Acaia (dal 15 al 44 d.C.) venne divisa numerose province: Moesia I, Praevalitana, Dardania, Dacia mediterranea, Dacia ripensis, Nuovo Epiro, Epiro vecchio, Macedonia, Tessaglia e Acaia.
Alla morte di Costantino I, la diocesi di Macedonia faceva parte della Prefettura del pretorio d'Italia, insieme alle diocesi d'Africa, Italia, Pannonia e Dacia. Nel 356 la Prefettura d'Italia venne ridotta territorialmente a seguito dell'istituzione della nuova Prefettura del pretorio dell'Illirico, che inglobò le diocesi di Pannonia, Dacia e Macedonia; tuttavia la nuova prefettura venne abolita già nel 361 da Giuliano e quindi ripristinata da Graziano nel 375.
Al tempo di Teodosio I, tra il 380 ed il 386, la Macedonia venne divisa in Macedonia I e Macedonia II Salutaris. Il territorio della Prefettura del pretorio dell'Illirico fu oggetto di disputa tra le due metà dell'impero fino alla sua spartizione, nel 395, alla morte di Teodosio.
| EVOLUZIONE DELLE PROVINCE MACEDONICHE E GRECHE | EVOLUZIONE DELLE PROVINCE MACEDONICHE E GRECHE      | EVOLUZIONE DELLE PROVINCE MACEDONICHE E GRECHE      | EVOLUZIONE DELLE PROVINCE MACEDONICHE E GRECHE      | EVOLUZIONE DELLE PROVINCE MACEDONICHE E GRECHE      | EVOLUZIONE DELLE PROVINCE MACEDONICHE E GRECHE      | EVOLUZIONE DELLE PROVINCE MACEDONICHE E GRECHE      | EVOLUZIONE DELLE PROVINCE MACEDONICHE E GRECHE                 | EVOLUZIONE DELLE PROVINCE MACEDONICHE E GRECHE                 | EVOLUZIONE DELLE PROVINCE MACEDONICHE E GRECHE                 | EVOLUZIONE DELLE PROVINCE MACEDONICHE E GRECHE                 | EVOLUZIONE DELLE PROVINCE MACEDONICHE E GRECHE                 | EVOLUZIONE DELLE PROVINCE MACEDONICHE E GRECHE                 | EVOLUZIONE DELLE PROVINCE MACEDONICHE E GRECHE                 | EVOLUZIONE DELLE PROVINCE MACEDONICHE E GRECHE                 | EVOLUZIONE DELLE PROVINCE MACEDONICHE E GRECHE      | EVOLUZIONE DELLE PROVINCE MACEDONICHE E GRECHE      |
| ---------------------------------------------- | --------------------------------------------------- | --------------------------------------------------- | --------------------------------------------------- | --------------------------------------------------- | --------------------------------------------------- | --------------------------------------------------- | -------------------------------------------------------------- | -------------------------------------------------------------- | -------------------------------------------------------------- | -------------------------------------------------------------- | -------------------------------------------------------------- | -------------------------------------------------------------- | -------------------------------------------------------------- | -------------------------------------------------------------- | --------------------------------------------------- | --------------------------------------------------- |
| prima della conquista romana                   | Mesia (Mesi, Triballi e Dardani)                    | Mesia (Mesi, Triballi e Dardani)                    | Mesia (Mesi, Triballi e Dardani)                    | Mesia (Mesi, Triballi e Dardani)                    | Mesia (Mesi, Triballi e Dardani)                    | Mesia (Mesi, Triballi e Dardani)                    | Regno d'Epiro                                                  | Regno d'Epiro                                                  | Regno d'Epiro                                                  | Regno d'Epiro                                                  | Regno di Macedonia (Antigonidi)                                | Regno di Macedonia (Antigonidi)                                | Regno di Macedonia (Antigonidi)                                | Regno di Macedonia (Antigonidi)                                | Grecia libera                                       | Grecia libera                                       |
| dal 168 a.C.                                   | Mesia (Mesi, Triballi e Dardani)                    | Mesia (Mesi, Triballi e Dardani)                    | Mesia (Mesi, Triballi e Dardani)                    | Mesia (Mesi, Triballi e Dardani)                    | Mesia (Mesi, Triballi e Dardani)                    | Mesia (Mesi, Triballi e Dardani)                    | Quattro repubbliche macedoniche "autonome"                     | Quattro repubbliche macedoniche "autonome"                     | Quattro repubbliche macedoniche "autonome"                     | Quattro repubbliche macedoniche "autonome"                     | Quattro repubbliche macedoniche "autonome"                     | Quattro repubbliche macedoniche "autonome"                     | Quattro repubbliche macedoniche "autonome"                     | Quattro repubbliche macedoniche "autonome"                     | Grecia libera                                       | Grecia libera                                       |
| dal 148/146 a.C.                               | Mesia (Mesi, Triballi e Dardani)                    | Mesia (Mesi, Triballi e Dardani)                    | Mesia (Mesi, Triballi e Dardani)                    | Mesia (Mesi, Triballi e Dardani)                    | Mesia (Mesi, Triballi e Dardani)                    | Mesia (Mesi, Triballi e Dardani)                    | Provincia romana di Macedonia                                  | Provincia romana di Macedonia                                  | Provincia romana di Macedonia                                  | Provincia romana di Macedonia                                  | Provincia romana di Macedonia                                  | Provincia romana di Macedonia                                  | Provincia romana di Macedonia                                  | Provincia romana di Macedonia                                  | Provincia romana di Macedonia                       | Provincia romana di Macedonia                       |
| dal 29 a.C.                                    | Provincia romana di Macedonia                       | Provincia romana di Macedonia                       | Provincia romana di Macedonia                       | Provincia romana di Macedonia                       | Provincia romana di Macedonia                       | Provincia romana di Macedonia                       | Provincia romana di Macedonia                                  | Provincia romana di Macedonia                                  | Provincia romana di Macedonia                                  | Provincia romana di Macedonia                                  | Provincia romana di Macedonia                                  | Provincia romana di Macedonia                                  | Provincia romana di Macedonia                                  | Provincia romana di Macedonia                                  | Provincia romana di Macedonia                       | Provincia romana di Macedonia                       |
| dal 27 a.C.                                    | Provincia romana di Macedonia (provincia senatoria) | Provincia romana di Macedonia (provincia senatoria) | Provincia romana di Macedonia (provincia senatoria) | Provincia romana di Macedonia (provincia senatoria) | Provincia romana di Macedonia (provincia senatoria) | Provincia romana di Macedonia (provincia senatoria) | Provincia romana di Macedonia (provincia senatoria)            | Provincia romana di Macedonia (provincia senatoria)            | Provincia romana di Macedonia (provincia senatoria)            | Provincia romana di Macedonia (provincia senatoria)            | Provincia romana di Macedonia (provincia senatoria)            | Provincia romana di Macedonia (provincia senatoria)            | Provincia romana di Macedonia (provincia senatoria)            | Provincia romana di Acaia (provincia senatoria)                | Provincia romana di Acaia (provincia senatoria)     | Provincia romana di Acaia (provincia senatoria)     |
| dal 6 d.C.                                     | Provincia romana di Mesia (provincia imperiale)     | Provincia romana di Mesia (provincia imperiale)     | Provincia romana di Mesia (provincia imperiale)     | Provincia romana di Mesia (provincia imperiale)     | Provincia romana di Mesia (provincia imperiale)     | Provincia romana di Mesia (provincia imperiale)     | Provincia romana di Macedonia                                  | Provincia romana di Macedonia                                  | Provincia romana di Macedonia                                  | Provincia romana di Macedonia                                  | Provincia romana di Macedonia                                  | Provincia romana di Macedonia                                  | Provincia romana di Macedonia                                  | Provincia romana di Acaia                                      | Provincia romana di Acaia                           | Provincia romana di Acaia                           |
| dal 15 d.C.                                    | Provincia romana di Macedonia (provincia imperiale) | Provincia romana di Macedonia (provincia imperiale) | Provincia romana di Macedonia (provincia imperiale) | Provincia romana di Macedonia (provincia imperiale) | Provincia romana di Macedonia (provincia imperiale) | Provincia romana di Macedonia (provincia imperiale) | Provincia romana di Macedonia (provincia imperiale)            | Provincia romana di Macedonia (provincia imperiale)            | Provincia romana di Macedonia (provincia imperiale)            | Provincia romana di Macedonia (provincia imperiale)            | Provincia romana di Macedonia (provincia imperiale)            | Provincia romana di Macedonia (provincia imperiale)            | Provincia romana di Macedonia (provincia imperiale)            | Provincia romana di Macedonia (provincia imperiale)            | Provincia romana di Macedonia (provincia imperiale) | Provincia romana di Macedonia (provincia imperiale) |
| dal 44 d.C.                                    | Provincia romana di Mesia                           | Provincia romana di Mesia                           | Provincia romana di Mesia                           | Provincia romana di Mesia                           | Provincia romana di Mesia                           | Provincia romana di Mesia                           | Provincia romana di Macedonia (provincia senatoria)            | Provincia romana di Macedonia (provincia senatoria)            | Provincia romana di Macedonia (provincia senatoria)            | Provincia romana di Macedonia (provincia senatoria)            | Provincia romana di Macedonia (provincia senatoria)            | Provincia romana di Macedonia (provincia senatoria)            | Provincia romana di Macedonia (provincia senatoria)            | Provincia romana di Acaia                                      | Provincia romana di Acaia                           | Provincia romana di Acaia                           |
| dal 67 d.C.                                    | Provincia romana di Mesia                           | Provincia romana di Mesia                           | Provincia romana di Mesia                           | Provincia romana di Mesia                           | Provincia romana di Mesia                           | Provincia romana di Mesia                           | Provincia romana di Macedonia (a cui viene unita la Tessaglia) | Provincia romana di Macedonia (a cui viene unita la Tessaglia) | Provincia romana di Macedonia (a cui viene unita la Tessaglia) | Provincia romana di Macedonia (a cui viene unita la Tessaglia) | Provincia romana di Macedonia (a cui viene unita la Tessaglia) | Provincia romana di Macedonia (a cui viene unita la Tessaglia) | Provincia romana di Macedonia (a cui viene unita la Tessaglia) | Provincia romana di Macedonia (a cui viene unita la Tessaglia) | Provincia romana di Acaia                           | Provincia romana di Acaia                           |
| dall'85 d.C.                                   | Provincia romana di Mesia superiore                 | Provincia romana di Mesia superiore                 | Provincia romana di Mesia superiore                 | Provincia romana di Mesia superiore                 | Provincia romana di Mesia superiore                 | Provincia romana di Mesia superiore                 | Provincia romana di Macedonia (provincia senatoria)            | Provincia romana di Macedonia (provincia senatoria)            | Provincia romana di Macedonia (provincia senatoria)            | Provincia romana di Macedonia (provincia senatoria)            | Provincia romana di Macedonia (provincia senatoria)            | Provincia romana di Macedonia (provincia senatoria)            | Provincia romana di Macedonia (provincia senatoria)            | Provincia romana di Macedonia (provincia senatoria)            | Provincia romana di Acaia                           | Provincia romana di Acaia                           |
| dal 103-114 d.C.                               | Provincia romana di Mesia superiore                 | Provincia romana di Mesia superiore                 | Provincia romana di Mesia superiore                 | Provincia romana di Mesia superiore                 | Provincia romana di Mesia superiore                 | Provincia romana di Mesia superiore                 | Provincia romana di Epiro (provincia imperiale equestre)       | Provincia romana di Epiro (provincia imperiale equestre)       | Provincia romana di Epiro (provincia imperiale equestre)       | Provincia romana di Epiro (provincia imperiale equestre)       | Provincia romana di Macedonia                                  | Provincia romana di Macedonia                                  | Provincia romana di Macedonia                                  | Provincia romana di Macedonia                                  | Provincia romana di Acaia                           | Provincia romana di Acaia                           |
| dal 293 d.C.                                   | Moesia I                                            | Praevalitana                                        | Dardania                                            | Dardania                                            | Dacia Mediterranea                                  | Dacia ripensis                                      | Nuovo Epiro                                                    | Nuovo Epiro                                                    | Epiro vecchio                                                  | Epiro vecchio                                                  | Macedonia                                                      | Macedonia                                                      | Macedonia                                                      | Tessaglia                                                      | Acaia                                               | Acaia                                               |
| dal 380/386 d.C.                               | Moesia I                                            | Praevalitana                                        | Dardania                                            | Dardania                                            | Dacia Mediterranea                                  | Dacia ripensis                                      | Nuovo Epiro                                                    | Nuovo Epiro                                                    | Epiro vecchio                                                  | Epiro vecchio                                                  | Macedonia I                                                    | Macedonia II Salutaris                                         | Macedonia II Salutaris                                         | Tessaglia                                                      | Acaia                                               | Acaia                                               |

## Lista di governatori
| Lista dei Governatori romani di Macedonia              | Lista dei Governatori romani di Macedonia                                                          | Lista dei Governatori romani di Macedonia                                                          | Lista dei Governatori romani di Macedonia                                                          | Lista dei Governatori romani di Macedonia                                                          |
| ------------------------------------------------------ | -------------------------------------------------------------------------------------------------- | -------------------------------------------------------------------------------------------------- | -------------------------------------------------------------------------------------------------- | -------------------------------------------------------------------------------------------------- |
| Anno                                                   | Macedonia                                                                                          | Macedonia                                                                                          | Macedonia                                                                                          | Macedonia                                                                                          |
| 168/167 a.C. (vincitore della battaglia di Pidna)      | Lucio Emilio Paolo Macedonico                                                                      | Lucio Emilio Paolo Macedonico                                                                      | Lucio Emilio Paolo Macedonico                                                                      | Lucio Emilio Paolo Macedonico                                                                      |
| 146 a.C./145 a.C.?                                     | Quinto Cecilio Metello Macedonico                                                                  | Quinto Cecilio Metello Macedonico                                                                  | Quinto Cecilio Metello Macedonico                                                                  | Quinto Cecilio Metello Macedonico                                                                  |
| 113 a.C./112 a.C.                                      | Gaio Porcio Catone                                                                                 | Gaio Porcio Catone                                                                                 | Gaio Porcio Catone                                                                                 | Gaio Porcio Catone                                                                                 |
| 112 a.C./110 a.C.?                                     | Marco Livio Druso                                                                                  | Marco Livio Druso                                                                                  | Marco Livio Druso                                                                                  | Marco Livio Druso                                                                                  |
| 110 a.C./109 a.C.                                      | Marco Minucio Rufo                                                                                 | Marco Minucio Rufo                                                                                 | Marco Minucio Rufo                                                                                 | Marco Minucio Rufo                                                                                 |
| 93 a.C./92 a.C.?                                       | Lucio Giulio Cesare                                                                                | Lucio Giulio Cesare                                                                                | Lucio Giulio Cesare                                                                                | Lucio Giulio Cesare                                                                                |
| 85 a.C./84 a.C.                                        | Lucio Cornelio Scipione Asiatico                                                                   | Lucio Cornelio Scipione Asiatico                                                                   | Lucio Cornelio Scipione Asiatico                                                                   | Lucio Cornelio Scipione Asiatico                                                                   |
| 81 a.C./79 a.C.                                        | Gneo Cornelio Dolabella                                                                            | Gneo Cornelio Dolabella                                                                            | Gneo Cornelio Dolabella                                                                            | Gneo Cornelio Dolabella                                                                            |
| 78 a.C./77 a.C.                                        | Publio Clodio Pulcro                                                                               | Publio Clodio Pulcro                                                                               | Publio Clodio Pulcro                                                                               | Publio Clodio Pulcro                                                                               |
| 77 a.C./76 a.C.                                        | Appio Claudio Pulcro                                                                               | Appio Claudio Pulcro                                                                               | Appio Claudio Pulcro                                                                               | Appio Claudio Pulcro                                                                               |
| 76 a.C./72 a.C.                                        | Gaio Scribonio Curione                                                                             | Gaio Scribonio Curione                                                                             | Gaio Scribonio Curione                                                                             | Gaio Scribonio Curione                                                                             |
| 72 a.C./71 a.C.                                        | Marco Terenzio Varrone Lucullo                                                                     | Marco Terenzio Varrone Lucullo                                                                     | Marco Terenzio Varrone Lucullo                                                                     | Marco Terenzio Varrone Lucullo                                                                     |
| 62 a.C./61 a.C.                                        | Gaio Antonio Ibrida                                                                                | Gaio Antonio Ibrida                                                                                | Gaio Antonio Ibrida                                                                                | Gaio Antonio Ibrida                                                                                |
| 61 a.C./59 a.C.                                        | Gaio Ottavio                                                                                       | Gaio Ottavio                                                                                       | Gaio Ottavio                                                                                       | Gaio Ottavio                                                                                       |
| 57 a.C./55 a.C.                                        | Lucio Calpurnio Pisone Cesonino                                                                    | Lucio Calpurnio Pisone Cesonino                                                                    | Lucio Calpurnio Pisone Cesonino                                                                    | Lucio Calpurnio Pisone Cesonino                                                                    |
| 44 a.C./43 a.C.                                        | Gaio Antonio                                                                                       | Gaio Antonio                                                                                       | Gaio Antonio                                                                                       | Gaio Antonio                                                                                       |
| 43 a.C./42 a.C.                                        | Marco Giunio Bruto                                                                                 | Marco Giunio Bruto                                                                                 | Marco Giunio Bruto                                                                                 | Marco Giunio Bruto                                                                                 |
| 42 a.C./40 a.C.                                        | Lucio Marcio Censorino                                                                             | Lucio Marcio Censorino                                                                             | Lucio Marcio Censorino                                                                             | Lucio Marcio Censorino                                                                             |
| 40 a.C./39 a.C.                                        | Gaio Asinio Pollione                                                                               | Gaio Asinio Pollione                                                                               | Gaio Asinio Pollione                                                                               | Gaio Asinio Pollione                                                                               |
| Anno                                                   | Macedonia e Mesia?                                                                                 | Macedonia e Mesia?                                                                                 | Macedonia e Mesia?                                                                                 | Macedonia e Mesia?                                                                                 |
| 29-27 a.C.                                             | Marco Licinio Crasso                                                                               | Marco Licinio Crasso                                                                               | Marco Licinio Crasso                                                                               | Marco Licinio Crasso                                                                               |
| 20-18 a.C.                                             | Marco Lollio                                                                                       | Marco Lollio                                                                                       | Marco Lollio                                                                                       | Marco Lollio                                                                                       |
| 18-16 a.C.                                             | Lucio Tario Rufo                                                                                   | Lucio Tario Rufo                                                                                   | Lucio Tario Rufo                                                                                   | Lucio Tario Rufo                                                                                   |
| 15-13 a.C.?                                            | Publio Silio Nerva                                                                                 | Publio Silio Nerva                                                                                 | Publio Silio Nerva                                                                                 | Publio Silio Nerva                                                                                 |
| 13-9 a.C.                                              | Marco Vinicio                                                                                      | Marco Vinicio                                                                                      | Marco Vinicio                                                                                      | Marco Vinicio                                                                                      |
| 2/3 d.C.?                                              | Sesto Elio Catone                                                                                  | Sesto Elio Catone                                                                                  | Sesto Elio Catone                                                                                  | Sesto Elio Catone                                                                                  |
| 3/4-6 d.C.?                                            | Gneo Cornelio Lentulo l'Augure? (proconsole di Macedonia o legatus Augusti pro praetore di Mesia?) | Gneo Cornelio Lentulo l'Augure? (proconsole di Macedonia o legatus Augusti pro praetore di Mesia?) | Gneo Cornelio Lentulo l'Augure? (proconsole di Macedonia o legatus Augusti pro praetore di Mesia?) | Gneo Cornelio Lentulo l'Augure? (proconsole di Macedonia o legatus Augusti pro praetore di Mesia?) |
| 6/9 d.C.                                               | Aulo Cecina Severo? (proconsole di Macedonia o legatus Augusti pro praetore di Mesia?)             | Aulo Cecina Severo? (proconsole di Macedonia o legatus Augusti pro praetore di Mesia?)             | Aulo Cecina Severo? (proconsole di Macedonia o legatus Augusti pro praetore di Mesia?)             | Aulo Cecina Severo? (proconsole di Macedonia o legatus Augusti pro praetore di Mesia?)             |
| Anno                                                   | Macedonia                                                                                          | Macedonia                                                                                          | Macedonia                                                                                          | Macedonia                                                                                          |
| 15/35 d.C.                                             | Gaio Poppeo Sabino                                                                                 | Gaio Poppeo Sabino                                                                                 | Gaio Poppeo Sabino                                                                                 | Gaio Poppeo Sabino                                                                                 |
| 35/41-(44 d.C.?)                                       | Publio Memmio Regolo                                                                               | Publio Memmio Regolo                                                                               | Publio Memmio Regolo                                                                               | Publio Memmio Regolo                                                                               |
| sotto Claudio                                          | Marco Giulio Romolo                                                                                | Marco Giulio Romolo                                                                                | Marco Giulio Romolo                                                                                | Marco Giulio Romolo                                                                                |
| sotto Domiziano                                        | Gaio Salvio Liberale Nonio Basso                                                                   | Gaio Salvio Liberale Nonio Basso                                                                   | Gaio Salvio Liberale Nonio Basso                                                                   | Gaio Salvio Liberale Nonio Basso                                                                   |
| 110 d.C.?                                              | Tiberio Giulio Frugi?                                                                              | Tiberio Giulio Frugi?                                                                              | Tiberio Giulio Frugi?                                                                              | Tiberio Giulio Frugi?                                                                              |
| sotto Traiano-Adriano?                                 | Publio Clodio Capitone Aureliano                                                                   | Publio Clodio Capitone Aureliano                                                                   | Publio Clodio Capitone Aureliano                                                                   | Publio Clodio Capitone Aureliano                                                                   |
| 113/114 d.C.?                                          | Lucio Vipstano Messalla                                                                            | Lucio Vipstano Messalla                                                                            | Lucio Vipstano Messalla                                                                            | Lucio Vipstano Messalla                                                                            |
| 115/116 d.C.?                                          | Marco Arrunzio Claudiano                                                                           | Marco Arrunzio Claudiano                                                                           | Marco Arrunzio Claudiano                                                                           | Marco Arrunzio Claudiano                                                                           |
| 124/125 d.C.?                                          | Quinto Planio Sardo Lucio Vario Ambibulo                                                           | Quinto Planio Sardo Lucio Vario Ambibulo                                                           | Quinto Planio Sardo Lucio Vario Ambibulo                                                           | Quinto Planio Sardo Lucio Vario Ambibulo                                                           |
| sotto Antonino Pio (nel 148/149 oppure nel 151/152)    | Sesto Pedio Irruto Lucilio Pollione                                                                | Sesto Pedio Irruto Lucilio Pollione                                                                | Sesto Pedio Irruto Lucilio Pollione                                                                | Sesto Pedio Irruto Lucilio Pollione                                                                |
| 161/162 d.C.?                                          | Publio Giulio Gelminio Marciano                                                                    | Publio Giulio Gelminio Marciano                                                                    | Publio Giulio Gelminio Marciano                                                                    | Publio Giulio Gelminio Marciano                                                                    |
| 164/165 d.C.                                           | Publio Anteio Oreste                                                                               | Publio Anteio Oreste                                                                               | Publio Anteio Oreste                                                                               | Publio Anteio Oreste                                                                               |
| sotto Marco Aurelio e Lucio Vero (tra il 166 e il 168) | Publio Giulio Gemino Marciano                                                                      | Publio Giulio Gemino Marciano                                                                      | Publio Giulio Gemino Marciano                                                                      | Publio Giulio Gemino Marciano                                                                      |
| 193/194 d.C.?                                          | Tiberio Claudio Gordiano                                                                           | Tiberio Claudio Gordiano                                                                           | Tiberio Claudio Gordiano                                                                           | Tiberio Claudio Gordiano                                                                           |
| sotto Settimio Severo                                  | Marco Anzio Crescente Calpurniano                                                                  | Marco Anzio Crescente Calpurniano                                                                  | Marco Anzio Crescente Calpurniano                                                                  | Marco Anzio Crescente Calpurniano                                                                  |
| 211/212 oppure 212/213 d.C.                            | Marco Ulpio Tertulliano Aquila                                                                     | Marco Ulpio Tertulliano Aquila                                                                     | Marco Ulpio Tertulliano Aquila                                                                     | Marco Ulpio Tertulliano Aquila                                                                     |
| sotto Caracalla?                                       | Marco Ulpio Giuliano                                                                               | Marco Ulpio Giuliano                                                                               | Marco Ulpio Giuliano                                                                               | Marco Ulpio Giuliano                                                                               |
| inizio del regno di Alessandro Severo                  | Publio Giulio Giuniano Marzialiano                                                                 | Publio Giulio Giuniano Marzialiano                                                                 | Publio Giulio Giuniano Marzialiano                                                                 | Publio Giulio Giuniano Marzialiano                                                                 |
| sotto Alessandro Severo (223/230?)                     | Gaio Cerellio Poliziano                                                                            | Gaio Cerellio Poliziano                                                                            | Gaio Cerellio Poliziano                                                                            | Gaio Cerellio Poliziano                                                                            |
| sotto Alessandro Severo?                               | Quinto Valerio Rufrio Giusto                                                                       | Quinto Valerio Rufrio Giusto                                                                       | Quinto Valerio Rufrio Giusto                                                                       | Quinto Valerio Rufrio Giusto                                                                       |
| 250/251 d.C.                                           | Tito Giulio Prisco                                                                                 | Tito Giulio Prisco                                                                                 | Tito Giulio Prisco                                                                                 | Tito Giulio Prisco                                                                                 |
| 283 d.C.                                               | Aurelio Nestore                                                                                    | Aurelio Nestore                                                                                    | Aurelio Nestore                                                                                    | Aurelio Nestore                                                                                    |